# Waterford United FC
Waterford United FC, irsky Cumann Peile Aointaithe Phort Láirge, je irský fotbalový klub z města Waterford (Port Láirge) ve stejnojmenném hrabství. Založen byl roku 1930 a ihned vstoupil do irské ligy. Šestkrát ji vyhrál (1965–66, 1967–68, 1968–69, 1969–70, 1971–72, 1972–73) a dvakrát získal irský pohár – FAI Cup (1973–74, 1984–85). Za klub hrál v minulosti i Bobby Charlton.